# 아산 관음사 석조여래불상
아산 관음사 석조여래불상(牙山 觀音寺 石造如來佛像)은 대한민국 충청남도 아산시 영인면 아산리, 관음사에 있는 불상이다. 1984년 5월 17일 충청남도의 문화재자료 제233호로 지정되었다.

## 개요
충청남도 아산시 영인면 아산리 관음사 뒷뜰에 있는 불상으로, 하나의 돌에 불신, 광배(光背), 대좌(臺座)를 조각하였다. 높이 320㎝, 폭 110㎝, 두께 18㎝이다.
얼굴은 둥글고 풍만하여 자비심이 느껴지는데, 이마에는 작은 구멍이 뚫어져 있다. 당당한 어깨를 모두 감싸고 있는 옷에는 아무런 무늬도 표현하지 않았다. 오른손을 쭉 뻗어 허벅지 부근의 옷자락을 가볍게 잡고 있으며, 왼 손은 엄지와 중지를 맞대어 오른쪽 가슴에 대고 있다.
연꽃잎이 새겨진 대좌 위에 조각되어 있는 두 발은 발뒤꿈치를 서로 붙인 상태에서 발가락은 서로 다른 방향을 향한 특이한 형태를 하고 있다. 온 몸에서 나오는 빛을 형상화한 광배는 머리광배와 몸광배의 흔적이 희미하게 보일 뿐이다.
전체적인 양식과 조각기법으로 보아 고려시대에 만들어진 것으로 보인다.

## 참고 문헌
- 관음사석조여래불상 - 국가유산청 국가유산포털